# Кировский рабочий
Ки́ровский рабо́чий или Хибиногорский рабочий(1930—1934) — Советская газета для рабочих комбината Аппатит.
Современная российская еженедельная региональная общественно-политическая газета в городах Апатиты и Кировск (Мурманская область).

## История
Издаётся с 22 декабря 1930 года (до 1934 года называлась «Хибиногорский рабочий»).

## Описание
В настоящее время издаётся в городе Апатиты. Первая городская газета на Кольском полуострове.
Отражает события, происходящие в городах Апатиты и Кировск. Учредителями являются администрации городов Апатиты и Кировск.
- Тираж в 2008 году — 3000 экземпляров.
- Тираж в 2012 году — до 1500 экземпляров.